# 2022
2022（二千二十二、二〇二二、にせんにじゅうに）は、自然数または整数において、2021の次で2023の前の数である。

## 性質
- 2022は合成数であり、約数は 1, 2, 3, 6, 337, 674, 1011, 2022 である。
  - 約数の和は4056。
  - 499番目の過剰数である。1つ前は2020、次は2024。
- 308番目の楔数である。1つ前は2015、次は2035。
  - 楔数がハーシャッド数になる56番目の数である。1つ前は2001、次は2085。
- 407番目のハーシャッド数である。1つ前は2020、次は2023。
  - 6を基とする30番目のハーシャッド数である。1つ前は2004、次は2040。
  - 2022, 2023, 2024 とハーシャッド数が3連続する最小の数を表す15番目の数である。ただし1桁の数を除くと7番目である。1つ前は1015、次は2023。(オンライン整数列大辞典の数列 A154701)
  - 2022, 2023, 2024, 2025とハーシャッド数が4連続する最小の数を表す10番目の数である。ただし1桁の数を除くと3番目である。1つ前は1014、次は3030。(オンライン整数列大辞典の数列 A141769)
- 0 と 2 を使った数で表せる11番目の数である。1つ前は2020、次は2200。ただし最初を0としたときは12番目である。(オンライン整数列大辞典の数列 A169965)
- 2 を3回使って表せる3番目の数である。1つ前は1222、次は2122。(オンライン整数列大辞典の数列 A043499)
- n = 20 のときの n と n + 2 を並べた数である。1つ前は1921、次は2123。(オンライン整数列大辞典の数列 A032607)
- 約数の和が2022になる数は1個ある。(1346) 約数の和1個で表せる308番目の数である。1つ前は2018、次は2030。
- 各位の和が6になる52番目の数である。1つ前は2013、次は2031。
- 連続する2個の素数の和で表せる169番目の数である。1つ前2006、次は2032。(オンライン整数列大辞典の数列 A001043)
  - 2022 = 1009 + 1013

## その他 2022 に関連すること
- 西暦2022年
- ISO/IEC 2022
- ISO-2022-JP
- グランドスラム・テルアビブ2022
- グランドスラム・パリ2022
- グランドスラム・アンタルヤ2022